# 綿內站
綿內站（日语：／ Watauchi eki */?）是位於長野縣長野市若穗綿內，長野電鐵的屋代線車站（廢站）。在2012年4月1日，隨著屋代線廢線，此站也被廢除。此站的車站編號為Y11。

## 歷史
- 1922年（大正11年）6月10日 - 河東鐵道車站啟用[1][2]。
- 1926年（大正15年）9月30日 - 河東鐵道與長野電氣鐵道合併，長野電鐵成立。此站成為長野電鐵河東線的車站。
- 1973年（昭和48年）2月1日 - 結束處理貨物。
- 1983年（昭和58年）8月14日 - 結束處理手提小行李。
- 1993年（平成5年） - 成為無人車站[1]。
- 2002年（平成14年）9月18日 - 路線名稱改為屋代線。
- 2012年（平成24年）4月1日 - 屋代線廢除，此站也被廢除[1]。

## 車站構造
截至車站廢除前，車站是一座地面車站，設有2面2線的相對式月台。曾經此站是有人車站。在無人化後，事務室遺址用作KUMON課室（車站廢除遷移同時遷移）。
部分候車室用作長電巴士候車室。

### 月台
| 月台 | 路線    | 上下行 | 方向           |
| ---- | ------- | ------ | -------------- |
| 1    | ■屋代線 | 上行   | 松代、屋代方向 |
| 2    | ■屋代線 | 下行   | 須坂、長野方向 |

## 車站周邊
- 長野市立綿內小學
- 千曲川
- 上信越自動車道綿内隧道
- 國道403號（日语：国道403号）
- 若穗多用途廣場

## 巴士路線
長電巴士
- 屋代線替代巴士「屋代須坂線」 （屋代站～松代站～大室站～信濃川田站～綿內站～須坂站）
- 綿內屋島線　（長野站～高田～M Wave～屋島～綿內站）

## 使用狀況
以下為一年總乘車人次和1日平均乘車人次列表：
- 2006年度　47,529人 ： 130人/日
- 2007年度　50,949人 ： 139人/日
- 2008年度　45,349人 ： 124人/日
- 2009年度　47,880人 ： 131人/日
- 2010年度　50,761人 ： 139人/日

## 現況
在屋代線廢線後，車站大樓（樓面面積68平方米）由長野市擁有。曾經研究如何活用車站大樓，後來由於老化和保安問題，於2020年10月拆毀。長野市計劃於舊站地方（約1萬平方米）中部分地方建設「千曲川新道」，為行人路和單車徑。在善光寺御開帳之際，也會成為臨時停車場。

## 相鄰車站
長野電鐵
■屋代線
若穗（Y10）－綿內（Y11）－井上（Y12）

## 注腳
1. 1 2 3 4 5 6 7 8 9 10  信濃毎日新聞社出版部. . 信濃毎日新聞社. 2011-07-24: 301. ISBN 9784784071647 （日语）.
2. 1 2 3 4  . 信濃毎日新聞. 2020-09-19  [2020-09-20]. （原始内容存档于2022-02-18） （日语）.
3. ↑  長野市統計書